# Sydney Tamiia Poitier
Sydney Tamiia Poitier (15 november 1973) is een Amerikaans actrice.
Poitier werd geboren als dochter van acteursechtpaar Sidney Poitier en Joanna Shimkus. Ze werd zelf ook actrice toen ze in 1998 debuteerde in de film Park Day. Poitier is ook actief in televisieseries. Nadat ze in 2003 en 2004 de collega en vriendin speelde van Joan's oudere broer in Joan of Arcadia, kreeg ze vlak daarna tijdelijk een vaste rol in de serie Veronica Mars.

## Filmografie
- The List (2007)
- Death Proof (2007)
- Hood of Horror (2006)
- Nine Lives (2005)
- The Devil Cats (2004)
- On the Edge (2001, televisiefilm)
- MacArthur Park (2001)
- Noah's Ark (1999, televisiefilm)
- True Crime (1999)
- Free of Eden (1999, televisiefilm)
- Park Day (1998)

## Televisieseries
*Exclusief eenmalige gastrollen
- Knight Rider - Carrie Rivai (2008-2009)
- Veronica Mars - Mallory Dent (2004, zeven afleveringen)
- Joan of Arcadia - Rebecca Askew (2003-2004, acht afleveringen)
- Abby - Abigail 'Abby' Walker (2003, vier afleveringen)

- Biblioteca Nacional de España: XX4895388
- International Standard Name Identifier: 0000 0004 1852 4662
- Library of Congress Control Number: no2007112020
- Virtual International Authority File: 305233064
- WorldCat: E39PBJtxf6BtVQHdVBB9bXhCQq